# پیتر بیلینگهام
پیتر بیلینگهام (انگلیسی: Peter Billingham؛ ۸ اکتبر ۱۹۳۸ – August 2019 (aged 80)) بازیکن فوتبال بود.
از باشگاه‌هایی که در آن بازی کرده‌است می‌توان به باشگاه فوتبال وست برومویچ آلبیون اشاره کرد.